# Ластва Гръбалска
Ластва Гръбалска (на сръбски: Ластва Грбаљска) е село в Черна гора, разположено в община Котор. Населението му според преброяването през 2011 г. е 530 души.

## Население
Численост на населението според преброяванията през годините:
- 1948 – 182 души
- 1953 – 183 души
- 1961 – 161 души
- 1971 – 194 души
- 1981 – 371 души
- 1991 – 364 души
- 2003 – 428 души
- 2011 – 530 души